# Gąbki szklane
Gąbki szklane, g. szkliste, g. krzemionkowe sześcioosiowe, g. sześciopromienne (Hexactinellida) – gromada morskich, głębokowodnych zwierząt beztkankowych o szkielecie krzemionkowym, zaliczanych do gąbek (Porifera).
Gąbki krzemionkowe mierzą od 7,5 cm do 1,3 m. Mogą być typu sykon lub leukon. Ich krzemionkowe igły tworzą skomplikowane szkielety, przybierające kształt kielichów, wazonów itp., zróżnicowanych na mega- i mikroskleryty. Mikroskleryty są zakończone amfidyskami. Do podłoża są przytwierdzone dużymi igłami korzeniowymi. Większość komórek Hexactinellida (oprócz drobnych choanocytów i skleroblastów) tworzy syncytium.
Szkielety gąbek krzemionkowych często wykorzystywane są w celach dekoracyjnych. Dotyczy to zwłaszcza dorastającej 30 cm gąbki z rodzaju Euplectella, zwanej koszyczkiem Wenery.

## Systematyka
Gąbki szklane są grupą wyraźnie odrębną od pozostałych gąbek. Dzielą się na cztery rzędy:
- Amphidiscosida
- Lychniscosida
- Lyssacinosida
- Sceptrulophora